# Rio Branco Sport Club
Pour les articles homonymes, voir Rio Branco.
Le Rio Branco Sport Club est un club brésilien de football basé à Paranaguá dans l'État du Paraná.

## Palmarès
- Championnat du Paraná de deuxième division (1) :
  - Champion : 1995
- Championnat du Paraná de l'Intérieur (2) :
  - Champion : 1948 et 1955